# Zoeksche Loop
De Zoeksche Loop is een beek die door de Nederlandse provincie Noord-Brabant stroomt. De nabijgelegen natuurgebieden zijn: de Rucphense bossen en de Oude Buisse Heide. De beek mondt uit in de Turfvaart.

## Loop
De Zoeksche Loop ontspringt uit meerdere bronnen tussen Lange Schouw en Schijf. Kort nadat alle bronnen bij elkaar zijn gekomen, gaat de beek vervolgens door de Oude Buisse Heide stromen. De Zoeksche Loop stroomt zo'n 3 kilometer door het gebied. Na die 3 kilometer mondt hij ten slotte uit in de Turfvaart.

## Geologie
De Zoeksche Loop stroomt in z'n geheel door de zandgronden van Noord-Brabant, totdat hij door de moerassige, en drassige gronden van de Oude Buisse Heide.